# Tiffany D. Jackson
Pour les articles homonymes, voir Jackson.
Tiffany D. Jackson, née le 22 juin 1982 à Brooklyn, est une autrice et cinéaste américaine. Elle écrit de la fiction pour jeunes adultes et réalise des films d'horreur. Elle est une autrice à succès du New York Times et est surtout connue pour son premier roman, Allegedly, nommé au NAACP Image Awards.

## Biographie

### Enfance et formation
Tiffany D. Jackson naît le 22 juin 1982 à New York et grandit à Brooklyn Heights où elle vit encore. Elle déclare qu'elle commence à vouloir devenir écrivaine à l'âge de quatre ans.
Elle suit ses études secondaires au  Hendrick Hudson High School (en) puis elle est acceptée par l'université Howard, où elle étudie le cinéma. Elle retourne finalement à New York pour obtenir son Master of Arts en études médiatiques à la New School.

### Littérature
Son premier roman pour jeunes adultes, Allegedly (2017), à propos d'une adolescente accusée d'avoir assassiné un bébé alors qu'elle avait neuf ans et qui découvre qu'elle est enceinte alors qu'elle vit dans un foyer de groupe, est publié par Katherine Tegen Books en 2017,. Elle mène des recherches pour la rédaction du roman en discutant avec des avocats, des médecins, des travailleurs sociaux, des agents correctionnels, des superviseurs de foyers de groupe et des détectives, mais elle n'obtient pas de réponses concrètes sur le fonctionnement du système de justice pénale aux États-Unis, se référant à la manière dont les crimes sont jugés, quelle que soit leur gravité. Le livre reçoit plusieurs critiques étoilées,,. Il est également nommé pour un NAACP Image Awards pour une œuvre littéraire exceptionnelle – Jeunesse/Ados en 2017. Il figure enfin sur la liste des meilleurs livres pour jeunes adultes de 2017 de Kirkus Reviews, School Library Journal, New York Public Library, Chicago Public Library, et Texas Library Association.
Son deuxième roman pour jeunes adultes, Monday's Not Coming, à propos d'une fille dont le meilleur ami disparaît mystérieusement, est publié en 2018 par Katherine Tegen Books. Monday's Not Coming reçoit des critiques élogieuses de Publishers Weekly et School Library Journal. L'autrice s'est inspirée des nombreuses disparitions de filles noires à travers les États-Unis, ce qui a finalement conduit à la création du hashtag #MissingDCGirls,. Le School Library Journal nomme Monday's Not Coming meilleur livre de 2018. En 2019, elle reçoit le prix John Steptoe du nouveau talent.
Son troisième roman, Let Me Hear a Rhyme, qui se déroule en 1998, raconte l'histoire de trois adolescents de Brooklyn qui transforment leur défunt ami en star du rap et est publié par Katherine Tegen Books en 2019. Il fait ses débuts avec des critiques favorables, recevant des critiques étoilées de Kirkus Reviews, Booklist, et Publishers Weekly.
En février 2020 est annoncé que le premier livre d'images de l'autrice, Santa in the City, à propos d'une fille déterminée à prouver que le Père Noël existe, a été vendu lors d'une vente aux enchères dans cinq maisons. Il sera publié par Dial en novembre 2021 avec des illustrations de Reggie Brown,.
Son quatrième roman, Grown, qui raconte l'histoire d'une chanteuse adolescente qui fait ses débuts dans l'industrie de la musique et qui est ciblée par une rock star prédatrice, est publié en septembre 2020 par Katherine Tegen Books. L'autrice affirme que si les allégations contre R. Kelly ont inspiré le roman, Grown aborde également l'histoire des abus de pouvoir et de la participation à la culture du viol omniprésente dans l'industrie du divertissement, et la manière dont les systèmes en place échouent spécifiquement envers les jeunes femmes noires. Le roman débute à la 4e place de la liste des best-sellers du New York Times pour jeunes adultes. Il est également nommé pour le Goodreads Choice Award dans la catégorie fiction pour jeunes adultes en 2020.
Le sixième roman de Tiffany D. Jackson et son premier dans le domaine de l'horreur, White Smoke (2021), sur une adolescente qui emménage dans une maison hantée, est publié par Katherine Tegen Books en septembre 2021. L'autrice raconte que l'histoire est inspirée d'un voyage à Détroit et d'une affaire de maison hantée au Japon dont elle a entendu parler. Le roman fait ses débuts sur la liste des best-sellers du New York Times pour jeunes adultes, à la 6e place.
Le deuxième livre d'images de l'autrice, Trick-or-Treating in the City, est publié par Dial en août 2024 avec des illustrations de Sawyer Cloud.

## Œuvres

### Romans
- Allegedly (Katherine Tegen Books, 2017)
- Monday's Not Coming (Katherine Tegen Books, 2018)
- Let Me Hear a Rhyme (Katherine Tegen Books, 2019)
- Grown (Katherine Tegen Books, 2020)
- The Awakening of Malcolm X (Farrar, Straus and Giroux, 2021), co-written with Ilyasah Shabazz
- White Smoke (Katherine Tegen Books, 2021)
- Blackout (Quill Tree Books, 2021), co-editor with Dhonielle Clayton, and contributor
- The Weight of Blood (HarperCollins, 2022)

### Livres illustrés
- Santa in the City, illustré par Reggie Brown (Dial, 2021)
- Trick-or-Treating in the City, illustré par Sawyer Cloud (Dial, 2024)

### Nouvelles
- in His Hideous Heart, edited by Dahlia Adler (Flatiron, 2019)

### Filmographie
| Année | Titre                  | Rôle                  | Remarques     |
| ----- | ---------------------- | --------------------- | ------------- |
| 2010  | So I Married A Vampire | Écrivain, réalisateur | Série Web     |
| 2011  | The Field Trip         | Écrivain, réalisateur | Court métrage |

## Récompenses

### Nominations
- NAACP Image Award for Outstanding Literary Work – Youth / Teens for Allegedly (2017)
- 2019 Coretta Scott King-John Steptoe Author Award – Monday's Not Coming (2018)[33]